# Nivelle
Nivelle település Franciaországban, Nord megyében. Lakosainak száma 1393 fő (2022. január 1.). Nivelle Thun-Saint-Amand, Bruille-Saint-Amand, Château-l’Abbaye, Lecelles és Saint-Amand-les-Eaux községekkel határos.

## Népesség
A település népességének változása:
| Lakosok száma | 1289 | 1296 | 1332 | 1318 | 1334 | 1351 | 1361 | 1379 | 1393 |
|               | 2013 | 2015 | 2016 | 2017 | 2018 | 2019 | 2020 | 2021 | 2022 |